# Hiro Shimono
Hiro Shimono (下野 紘, Shimono Hiro, Tóquio, 21 de abril de 1980) é um dublador japonês, afiliado da I'm Enterprise.

## Trabalhos

### Anime
2002
- RahXephon (Ayato Kamina)
- Mirmo Zibang! (Miren)

2003
- Kaleido Star (Ken Robbins)

2004
- Sgt. Frog (Mangaka Egg, Novo Mangaka, Masayoshi Yoshiokadaira)
- Melody of Oblivion (Elan Vital)
- Bobobo-bo Bo-bobo (Shibito)

2005
- Cluster Edge (Agate Flourite)
- Jigoku Shoujo (Yuji Numata)
- Solty Rei (Yuto K. Steel)
- Fushigiboshi no Futagohime (Bānā, Aurā)

2006
- Tokko (Taiju Rokujō)
- Fushigiboshi no Futagohime Gyu! (Bānā, Aurā)

2007
- Ef: A tale of memories. (Hiro Hirono)
- Ōkiku Furikabutte (Yūichirō Tajima)
- Sketchbook ~full color's~ (Daichi Negishi)
- D.Gray-Man (Shifu)
- Tokyo Majin Gakuen Kenpuchō: Tō (Tatsujma Hiyū)
- Nagasarete Airantou (Ikuto Tōhōin)

2008
- Inazuma Eleven (Shin'ichi Handa)
- Ef: A tale of melodies. (Hiro Hirono)
- Kannagi (Jin Mikuriya)
- Special A (Tadashi Karino)
- Soul Eater (Hiro)
- Dazzle (Kiara)

2009
- Asura Cryin' (Takuma Higuchi)
- Sora Kake Girl (Julio Surre)
- Basquash! (Dan JD)

2010
- SD Gundam Sangokuden Brave Battle Warriors (Rikuson Zetaplus)
- Ōkiku Furikabutte ~Natsu no Taikai-hen~ (Yūichirō Tajima)
- Kami nomi zo Shiru Sekai (Keima Katsuragi)[2]
- Tantei Opera Milky Holmes (Rat)
- Baka to Test to Shōkanjū (Akihisa Yoshii)[3]
- Fairy Tail (Sho)
- Mitsudomoe (Yabe Satoshi)[4]
- Yosuga no Sora (Haruka Kasugano)[5]

2011
- Oretachi ni Tsubasa wa Nai (Takashi Haneda)[6]
- Kami nomi zo Shiru Sekai II (Keima Katsuragi)
- Dragon Crisis! (Ryūji Kisaragi)[7]
- Mitsudomoe Zōryōchū (Yabe Satoshi)
- SKET DANCE (Sasuke Tsubaki)
- 30-sai no Hoken Taiiku (Hayao Imagawa)[8]
- Uta no☆Prince-sama♪ Maji Love 1000% (Shō Kurusu)
- Baka to Test to Shōkanjū Nii! (Akihisa Yoshii)
- Ben-to (Yō Satō)[9]

2012
- Aoi Sekai no chushin de (Tejirof)
- Binbo-gami ga! (Momoo Inugami)
- Dakara Boku wa, H ga Dekinai (Kaga Ryosuke)
- Danball Senki (Hiro Oozora)
- Sket Dance (Sasuke Tsubaki)
- Kuroko no Basket (Yūsuke Tanimura)[10]
- Tamako Market (Mechya Mochimazzi)

2013
- Shingeki no Kyojin (Connie Springer)
- GJ-bu (Kyoya Shinomiya)
- Karneval (Nai)
- Kotoura-san (Daichi Muroto)
- Log Horizon (Soujirou)
- Senyū. (Alba)
- Hataraku Mao-sama! (Hanzo Urushihara/Lucifer)[11]
- Kami nomi zo Shiru Sekai III (Keima Katsuragi)
- Uta no☆Prince-sama♪ Maji Love 2000% (Sho Kurusu)
- Unbreakable Machine-Doll (Raishin Akabane)
- Tokyo Ravens (Tenma Momoe)

2014
- Toaru Hikūshi e no Koiuta (Noriaki Katsuwabara)

2019
- Kimetsu No Yaiba (Zenitsu Agatsuma)

2022
- Romantic Killer (Makoto Oda)

### OVA
- Isekai no Seikishi Monogatari (Kenshi Masaki)
- Mobile Suit Gundam Unicorn (Takuya Irei)
- Cluster Edge Secret Episode (Agate Flourite)
- Saint Seiya: The Lost Canvas (Alone/Hades)
- Sex Pistols (Norio Tsuburaya)
- Tsubasa TOKYO REVELATIONS (Subaru)
- Munto ~Toki no Kabe wo Koete~ (Takashi Tobe)
- Megane na Kanojo (Tatsuya Takatsuka)
- Memories Off 3.5: Omoide no Kanata he (Shōgo Kaga)
- Kami nomi zo Shiru Sekai OVA (Keima Katsuragi)

### Filme
- Cencoroll (Tetsu)
- RahXephon: Tagen Hensōkyoku (Ayato Kamina)

### Videogame
- Aquakids (Rei)
- Atelier Lilie: Salburg's Alchemist 3 (Theo Mohnmeier)
- Aria The Natural: Tooi Yume no Mirage (Protagonista)
- Uta no Prince-sama (Shō Kurusu)
- Uwasa no Midori-kun!! (Araki Kawasaki)
- Eureka Seven Series (Sumner Sturgeon)
- End of Eternity (Zephyr)
- Eternal Sonata (Allegretto)
- Chaos Wars (Raru)
- Phantom Brave (Ash)
- Quartett!! ~The Stage of Love~ (Hans Kurauba)
- Crimson Empire ~Circumstance to serve a noble~ (Meissen, Hildegard)
- Shadow Hearts II (Kurōdo Inukami)
- Zack & Wiki: Quest for Barbaros' Treasure (Zack)
- Tartaros (Soma)
- Danzai no Maria (Kirito Onbashira)
- Tales Series (Emiru)
- Danganronpa V3 (Kokichi Ouma)
- Genshin Impact (Lyney)

### CD drama
- Ai no Fukasa wa Hizakurai (Subaru Sakashita)
- Beauty Pop (Kei Minami)
- Bokura no Unsei: Seifuku to Anata (Sugiura)
- Chrome Shelled Regios (Layfon Wolfstein Alseif)
- Karneval (Nai)
- Maid-sama (Shouichirou Yukimura)
- Saint Seiya Episode.G (Leo Aiolia)
- Shimekiri no Sono Mae ni!? (Tomohisa Tsutsugi)
- Shinsengumi Mokuhiroku Wasurenagusa Vol.4 (Toudou Heisuke)
- Teikoku Sensenki (Shu Hishin)
- Toriai Kyoudai (芦川行斗)
- Waga Mama dakedo Itoshikute (Shūji Adachi)
- Heart Supplement Series ((Sunday) Hinata)
- Love Neko (Mimio)

### Outros
- O Preço da Traição (Michael Stewart)
- The Dust Factory (Ryan Flynn)
- Hot Wheels AcceleRacers (Nolo Pasaro)